# 栲栳寺石刻
栲栳寺石刻，是位于中国山东省泰安市东平县老湖镇辛店铺村的宋代至民国时期石刻，1985年入选东平县第一批文物保护单位。
栲栳寺始建于唐代，后来寺庙倒塌湮没，仅存宋明清三代4通重修碑，其中清代石碑，原名重修佛殿碑，为青石质地，上部为方形，底座已佚失，内文由楷书书写，记述佛殿相关信息。